# Cadel Evans Great Ocean Road Race 2024
8. ročník jednodenního cyklistického závodu Cadel Evans Great Ocean Road Race se konal 28. ledna 2024 v australském městě Geelong a okolí. Vítězem se stal Novozélanďan Laurence Pithie z týmu Groupama–FDJ. Na druhém a třetím místě se umístili Eritrejec Natnael Tesfatsion (Lidl–Trek) a Němec Georg Zimmermann (Intermarché–Wanty). Závod byl součástí UCI World Tour 2024 na úrovni 1.UWT a byl druhým závodem tohoto seriálu.

## Týmy
Závodu se zúčastnilo 10 z 18 UCI WorldTeamů, 1 UCI ProTeam a 2 UCI Continental týmy. Týmy Israel–Premier Tech, Lotto–Dstny a Uno-X Mobility dostaly automatické pozvánky jako 3 nejlepší UCI ProTeamy sezóny 2023, poslední 2 zmiňované týmy však svou pozvánku zamítly. Další 2 UCI Continental týmy (ARA Skip Capital a Team BridgeLane) byly vybrány organizátory závodu. Všechny týmy přijely se sedmi jezdci kromě týmu Astana Qazaqstan Team s šesti jezdci a týmu Groupama–FDJ s pěti jezdci. Eddy Finé (Cofidis) neodstartoval, celkem se tak na start postavilo 87 závodníků. Do cíle v Geelongu dojelo 79 z nich.
UCI WorldTeamy
- Arkéa–B&B Hotels
- Astana Qazaqstan Team
- Cofidis
- EF Education–EasyPost
- Groupama–FDJ
- Ineos Grenadiers
- Intermarché–Wanty
- Lidl–Trek
- Team dsm–firmenich PostNL
- Team Jayco–AlUla

UCI ProTeamy
- Israel–Premier Tech

UCI Continental týmy
- ARA Skip Capital
- Team BridgeLane

## Výsledky
| Pořadí | Jezdec                   | Tým                       | Čas        |
| ------ | ------------------------ | ------------------------- | ---------- |
| 1      | Laurence Pithie (NZL)    | Groupama–FDJ              | 4h 17' 40" |
| 2      | Natnael Tesfatsion (ERI) | Lidl–Trek                 | + 0"       |
| 3      | Georg Zimmermann (GER)   | Intermarché–Wanty         | + 0"       |
| 4      | Corbin Strong (NZL)      | Israel–Premier Tech       | + 0"       |
| 5      | Jhonatan Narváez (ECU)   | Ineos Grenadiers          | + 0"       |
| 6      | Axel Mariault (FRA)      | Cofidis                   | + 0"       |
| 7      | Chris Hamilton (AUS)     | Team dsm–firmenich PostNL | + 0"       |
| 8      | Christian Scaroni (ITA)  | Astana Qazaqstan Team     | + 0"       |
| 9      | Jonas Rutsch (GER)       | EF Education–EasyPost     | + 0"       |
| 10     | Louis Barré (FRA)        | Arkéa–B&B Hotels          | + 0"       |